# Lothar Kittelmann
Lothar Kittelmann (* 18. Oktober 1943 in Teichwolframsdorf; † 22. August 2023 in Chemnitz) war ein spätexpressionistischer deutscher Maler und Grafiker.

## Leben und Werk
Kittelmann absolvierte von 1949 bis 1952 im VEB LOWA Waggonbau Werdau eine Lehre als Maschinenschlosser und arbeitete dann bis 1984 als Werkzeugmechaniker, Schweißer, Bergmann und gelegentlich als Bademeister. 1953 ging er in die Bundesrepublik, wo er in Frankfurt/Main lebte. 1957 zog er in die DDR zurück. Zu den Motiven und Umständen dieses Wechsels zwischen den beiden deutschen Staaten wurden keine Informationen gefunden.
Kittelmann entdeckte seine Berufung zum Künstler durch einen Zufall. Dazu erzählte er: „Als ich in meinen Beruf als Maschinenschlosser einmal in einer Pause einen Kollegen zeichnete, erkannten die anderen sofort, wer gemeint war. Das hat mich selbst überrascht.“ Daraufhin besuchte er neben der Arbeit von 1960 bis 1962 bei Karl Michel die Mal- und Zeichenschule Zwickau.
1973 zog Kittelmann nach Karl-Marx-Stadt. Neben seiner beruflichen Arbeit betätigte er sich künstlerisch. Er schuf vor allem monochrome und farbige Zeichnungen auf Papier, Holz- und Linolschnitte und Lithografien. Dabei experimentierte er zunehmend mit Linie und Fläche, Raumtiefe und Perspektive sowie der Vereinfachung und Geometrisierung der Formen, bis er zu expressionistischen Ausdrucksformen fand.
1983 hatte er in der Karl-Marx-Städter Galerie Hermannstraße seine erst Ausstellung, der eine große Zahl weiterer Ausstellungen, vor allem im sächsischen Raum, folgten. 1984 wurde Kittelmann in den Verband Bildender Künstler der DDR aufgenommen, wobei Michael Morgner sein Mentor war. Ab 1985 arbeitete er in Karl-Marx-Stadt bzw. Chemnitz weitgehend autodidaktisch als freischaffender Künstler. Neben freien Arbeiten schuf er auch Bilder zur Illustration von Büchern, so z. B. mit weiteren Künstlern für die Gedichtbände von Wolfgang Windhausen Scherbengericht und Wortadern (Edition Wort und Bild, Bochum, 2010 bzw. 2011).
1991 wurde Kittelmann mit dem Kunstpreis der Stiftung Kunst, Kultur und Bildung der Kreissparkasse Ludwigsburg geehrt.

## Werke in öffentlichen Sammlungen (unvollständig)
- Kapp-Putsch (1969, Öl auf Hartfaser, 105 × 125 cm; Otto-Dix-Haus Gera)
- Herbststurm (1993, Holzschnitt; Sammlung Erzgebirgische Landschaftskunst)[3]